# 番組宣伝
番組宣伝（ばんぐみせんでん）とは、特定の番組の視聴率・聴取率を上げるために行う宣伝、広告活動である。
番宣（ばんせん）と略されることもある。なお、番組宣伝をメインにした番組は「番宣番組」の項を参照のこと。

## 番組宣伝の方法

### 街頭での宣伝
- 出演者が街頭などで行う宣伝活動。主に放送局周辺で行われることが多い。
- 商業地にあるビルでの巨大ポスター、大型映像装置（デジタルサイネージ）。

### 他番組での宣伝
民放の場合、人気番組のスポンサーが同じで同じ系列の放送局の場合、新番組や視聴率が低迷している番組の援護をするために行うことがある。
NHKなどの場合は、予告としてニュースやローカルニュースで流したり、スペシャル番組や新番組（特に連続ドラマ）のPRのために使われることが多く、広告が禁止されていることもあってステーションブレイク枠で番組の予告を兼ねて流すという手法が多用されている。また総合テレビのインタビュー番組である「スタジオパークからこんにちは」「土曜スタジオパーク」は、放送全篇が番組宣伝要素の強いものになっている。またFM・ラジオ第1放送の「岡田惠和 今宵、ロックバーで〜ドラマな人々の音楽談義〜」では、インタビュアーの岡田惠和が脚本家であることから、NHKで直近に放送されるドラマの出演者、さらには民放における岡田脚本作品の出演者が登場し、放送局の垣根を超えた番組宣伝要素が強い内容である時も多い。

### 番組宣伝の主な手法
- 番組の出演者をゲストとして出演させる、または番組ポスター等関連するものを映す。
- スペシャル番組に番組ごとのチームなどで参加する。改編期や年末年始に多い。
  - 元々ゲストを迎えたり参加する格好のバラエティ番組であれば、その番組のスタイルを崩すことなく番宣が出来ることもあり、近年多くなっている。
  - 似たような例として、チーム制のクイズ番組やゲーム番組（何れも主役チームと敵チームの対抗戦）に至っては、宣伝する他の番組のチームが敵チームの枠に参加することがあり、番宣の関係で主役チームの参加者が出演する番組のチームが敵チームの場合は、そちらのチームに移動してくる。
- こうした宣伝が顕著化するようになったため、近年では俳優やタレントがゲスト出演する際、『番組宣伝なし！』を逆に宣伝文句で使うパターンも見られる。
- 番宣のための特別番組が組まれることも多く、番宣のCMが流されるケースが多い。
  - 似たようなものとしては、連続ドラマの続編を放送するときは、前作の再放送およびTVerなどのテレビ番組の無料配信サービスが前作を再配信されることがあり、その場合は、当作の続編の番宣CMが過剰な程に流れる。
- また、連続ドラマの初回（まれに2時間スペシャルドラマや長時間のバラエティ特番）の放送日（土日に放送される場合は金曜日）には早朝の情報番組→8時台のワイドショー→10時台の情報バラエティ→12時台のワイドショー→14時台のワイドショー→17時台の報道番組と続けて主演俳優などが出演していることもある。

関西テレビ放送では主に毎週土曜日深夜最終の天気予報で、協賛スポンサーが付かない場合に、自社製作の番組宣伝を兼ねてその見所の一部を編集したものを放送しているケースがある（月曜ドラマや日曜日夕方の単発特番など）。

### 広告での宣伝
テレビ局では自局のCM枠でテレビ番組のPRを行う。また、テレビとラジオの兼営局の場合には、自局の放映するテレビ番組についてラジオでも番宣が行われることがある。なお、複数の系列局のシリーズ企画や共同企画の場合には他系列局での放送回についてもテレビあるいはラジオでPRを行うことがある（BS民放5局共同特別番組『久米宏・未来への伝言～ニッポン100年物語～』など）。
近年はNHKおよび在京キー局が時間帯を問わずに「今夜の〇〇（系）は」と題して当日あるいは翌日のゴールデンタイムの番組の番宣をタイムテーブル順に行うCMが放送されている。放送は基本的に関東地区のみだが、TBSとフジテレビは局名を外したバージョンを地方局に配布しているほか、日本テレビでは当日午前0時に局公式YouTubeアカウントに、フジテレビは同じく午前7時に局公式XアカウントにCM映像（関東エリアで放送されるバージョン）が投稿されて全国で見られるようになっている（CM自体も「日テレ系」と銘打っているため、そのまま放送する系列局もある）。テレビ朝日とテレビ東京は通常は放送せず、改編期や年末年始に限定して放送している。NHKは前述したステーションブレイク枠で流される事が多い。
その他、鉄道駅や電車・バスなどの交通機関（吊り広告、デジタルサイネージ等）、街頭広告、新聞（テレビ欄が多い）、インターネット、兼営あるいは提携先のラジオなどのメディアを通じての広告を行う。
地方局では新聞のTV欄で、番宣する番組を着色して掲載することがよく見られる。

### キャッチアップ放送
序盤の放送を見ていない視聴者にその番組を見てもらえるように、初回から改めて別の時間帯を利用して集中的に追っかけ再放送するもの。一種の番組宣伝でもある。
近年CS放送で取り入れられている手法だが、地上波・BSでも一部の例ある（NHK教育テレビジョンでの『新・三銃士』や、2013年夏休みに行われた『あまちゃん1週間（同作品の20分ダイジェスト版）』や、2021年の『おかえりモネ』『カムカムエヴリバディ』の序盤の回の通常版（15分）バージョンを1週間分（5本）まとめて放送したり、あるいは土曜版の15分ダイジェストもまとめて集中放送したりする（この前後の朝ドラもキャッチアップ放送する作品が多く登場する）。
2021年には、NHK総合の深夜枠「ミッドナイトチャンネル」を利用し、東京2020オリンピック・パラリンピックの時期に集中再放送（過去作のアンコール放送、最新ドラマなどのキャッチアップ放送など）を行う「深夜のイッキ見まつり」が企画された。この試みは2021年-22年の年末年始、さらには北京冬季五輪期間中にも実施され、2022年4月からは原則として毎週金・土曜日深夜=土・日未明の0時台-3時台に定枠「週末イッキ見ゾーン」としてレギュラー化されたが、ミッドナイトチャンネルの定時再放送枠が2022年度は概ね1時台中盤までであるため、平日においても1時台後半-3時台前半にかけてのキャッチアップ放送が行われる機会が増えている。

## TV局の広報部・宣伝部
テレビ局の広報部は、番組の制作発表の場やイベントなどに出席し、どういう趣旨の番組かを説明する。視聴者からの問い合わせや苦情などの電話に広報が答えることもある。一方で、大規模な放送局では番組宣伝の業務を専門に行う宣伝部を別途設ける事もある。こうした広報・宣伝担当者は各テレビ番組のスタッフロールに名前が載る場合が多く、番組のホームページを製作する場合もある。
フジテレビジョンの広報はホームページの「こちらフジテレビ」や改編期の特別番組を紹介するホームページにもコメントを掲載していて、SMAP関連広報の小中ももこや、『SMAP×SMAP』ディレクターでもある鈴木文太郎、元広報では漫画家（フジテレビZOOブロガー）のアターシャ松永、元広報でミュージシャンでもあるかまやつ太郎が知られている。
電話応対や記者会見の司会に長けている事から、広報・宣伝の部署にアナウンサーOB・OGが異動する例もある。フジテレビジョンでは野崎昌一広報室長・川端健嗣(BSフジ)・山本麻祐子、テレビ朝日広報局に保坂正紀・古澤琢・川北桃子、日本テレビ放送網広報局に河本香織、TBSテレビの武方直己や広重玲子、テレビ東京の黒田多加恵がいる。逆に広報からアナウンス部に出戻りした例として、TBSテレビアナウンス部デスクの岡崎潤司、日本テレビ放送網編成局アナウンス部長の木村優子等が該当する。